# Blessac
 Blessac  es una comuna (municipio) de Francia, en la región de Lemosín, departamento de Creuse, en el distrito y cantón de Aubusson.
Su población en el censo de 1999 era de 488 habitantes.
Está integrada en la Communauté de communes d’Aubusson-Felletin.

## Demografía
| 292 | 316 | 342 | 411 | 495 | 488 |
| Para los censos de 1962 a 1999 la población legal corresponde a la población sin duplicidades (Fuente: INSEE [Consultar]) |     |     |     |     |     |